# Rossioglossum splendens
Rossioglossum splendens là một loài thực vật có hoa trong họ Lan. Loài này được (Rchb.f.) Garay & G.C.Kenn. miêu tả khoa học đầu tiên năm 1976.